# Gladys Peet
Gladys Rosa Peet Landin (Guayaquil, Guayas), fue la esposa del presidente ecuatoriano Carlos Julio Arosemena Monroy, y como tal fue reconocida como  Primera dama de la nación, cargo que ejerció entre el 8 de noviembre de 1961 y el 11 de julio de 1963.

## Biografía
Nació en la ciudad de Guayaquil como hija legítima del chileno John Edward Peet Thorner y su esposa, la dama guayaquileña María Luisa Landin Carbo, siendo la mayor de los cinco vástagos de aquel enlace.

### Matrimonio y descendencia
En 1946 contrajo matrimonio con Carlos Julio Arosemena Monroy, de quien tendría dos hijos:
- Carlos Julio Arosemena Peet
- Sandra Arosemena Peet

Se dice que mientras la pareja presidencial vivió en Quito, donde ocupaba la Quinta La Balbina (actual Academia de Guerra) en el valle de Los Chillos, el entonces presidente Arosemena Monroy solía izar la bandera del país para mostrar que su esposa estaba en casa y por tanto sus amigos no podían ingresar con intenciones de libar, pero en cuanto ella salía, se izaba la bandera de Guayaquil como señal de que podían acceder a la residencia para beber y jugar cartas.

## Primera dama
Como primera dama de la nación, Gladys fue presidente del Instituto Nacional del Niño y la Familia (INNFA), así como anfitriona del Palacio de Carondelet, y acompañante de su esposo en diversos actos protocolares a nivel nacional e internacional; uno de ellos fue la visita de Estado realizada a Estados Unidos en julio de 1962, cuando fueron recibidos en la Casa Blanca por el entonces presidente John F. Kennedy y su madre Rose.